# James P. Johnson
James Price Johnson (ur. 1 lutego 1894 w New Brunswick w stanie New Jersey, USA, zm. 17 listopada 1955 w Nowym Jorku, USA) – amerykański pianista jazzowy, okrzyknięty największą znakomitością swojego czasu na Wschodnim Wybrzeżu. Gruntownie wykształcony muzycznie, zarówno w zakresie muzyki poważnej, jak i ragtime’ach. Wylansował własny styl gry na fortepianie znany jako „stride”. W 1908 roku przeprowadził się z rodziną do Nowego Jorku, profesjonalnego angażu doczekał się cztery lata później na Coney Island. Uczestniczył w przeszło 400 sesjach nagraniowych jako akompaniator. Debiutował na Broadwayu w 1923 roku kompozycją „Charleston”, wykorzystaną w przedstawieniu „Running Wild”, motyw ten stał się szybko ogromnie popularny. Sławy klasycznego bluesa lat 20., takiej rangi jak Ida Cox, Ethel Waters czy Bessie Smith utrzymywały z Johnsonem stałą współpracę. Komponował również muzykę symfoniczną: „Yamecraw: A Negro Rapsody” (1928), „Tone Poem” (1930), „Symphony Harlem” (1932), czy „De Organizer” (1940) – operę jednoaktową do libretta Langstone’a Hughesa. Jego twórczość symfoniczna nie cieszyła się jednak uznaniem i była grana niezwykle rzadko. Jonhson jest postrzegany przede wszystkim jako „ojciec stylu stride”, wywarł również ogromny wpływ na takie znakomitości jazzowej pianistyki jak Duke Ellington, Fats Waller, Thelonious Monk, Count Basie, George Gershwin czy Art Tatum. Zmarł w wieku 61 lat w Nowym Jorku w dzielnicy Jamaica.

## Współtworzone projekty
- James P. Johnson’s Harmony Eight,
- Jimmy Johnson and his Orchestra,
- Johnson’s Jazzers,
- Jimmy Johnson and his Band,
- Jimmy Johnson’s Jazz Boys,
- James P. Johnson’s Blue Note Jazz Men;